# Cirripedia
Cirripedia (os cirrípedes) é uma infraclasse dentro da classe Maxillopoda de crustáceos marinhos, com cerca de 1220 espécies, que inclui as cracas e percebes. O grupo é por vezes considerado uma classe separada da Maxillopoda. O primeiro cientista a estudar os cirrípedes em detalhe foi Charles Darwin. Os cirrípedes são organismos sésseis que vivem fixos a um substrato, em geral em zonas entremarés.
Os cirrípedes têm um desenvolvimento em três estágios. Na primeira fase larval fazem parte do plâncton e vivem à deriva nas correntes oceânicas. No segundo estágio larval, os cirrípedes procuram um substrato adequado à fixação e em condições de vida. Uma vez encontrado o local ideal, estas larvas desenvolvem-se para o adulto, que se fixa ao substrato directamente por cimentação ou através de um pedúnculo carnoso. Normalmente, o substrato escolhido é rochoso, mas também pode ser o fundo de um barco, outros animais, como baleias ou mesmo outros crustáceos, no caso dos rizocéfalos. O organismo adulto vive protegido por placas calcárias e alimenta-se por filtração.
Algumas espécies de cirrípedes, como os percebes, são consideradas especialidades gastronómicas.

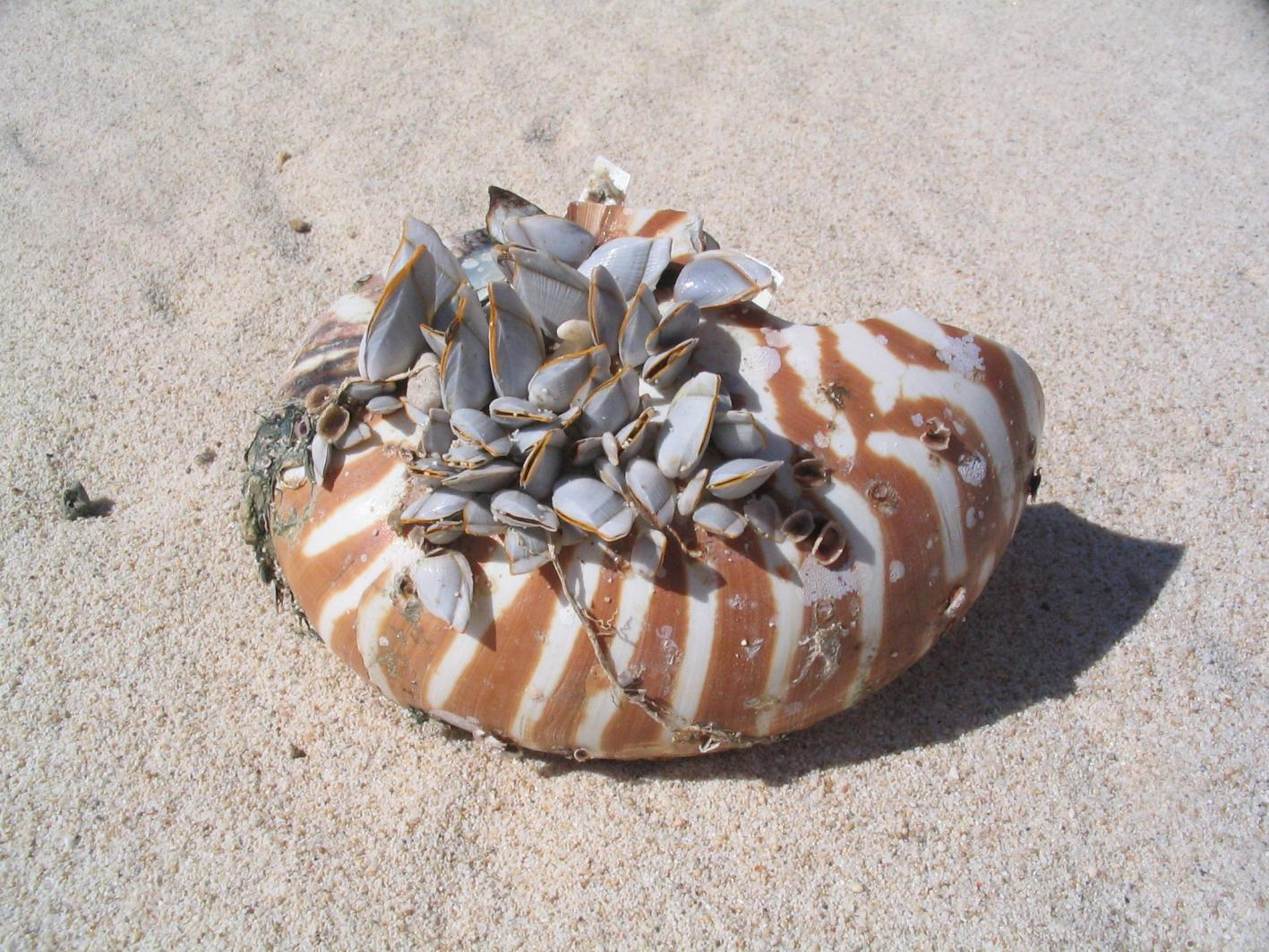
Percebes sobre uma concha de Nautilus